# Таджикский жестовый язык
Таджи́кский же́стовый язы́к (тадж. имову ишора) ― жестовый язык, используемыми глухими и слабослышащими таджиками. Может быть классифицирован как единый язык с русским жестовым языком. Вероятно, предшественники таджикского жестового языка уже сформировались в таджикистанских закрытых сообществах до начала официального обучения. Первая школа для глухих в Таджикистане была открыта около 1940 года либо в период между концом 1930-х и серединой 1940-х годов. В современном Таджикистане преподаётся глухим с рождения, слабослышащим и потерявшим слух. В стране действует Таджикское общество глухих.

## Описание
Используется глухими и слабослышащими таджиками. Появился в Советском Союзе в школах для глухих. Нотация эндоэтнонимов языка переводятся как «жест» и «русский [язык]». Схож с русским жестовым языком. Ethnologue выделяет их как единый язык, Glottolog классифицирует таджикский жестовый язык как русско-таджикский. В таджикском языке называется имову ишора (с тадж. — «жесты»), ишора («жест»), «ишора русӣ» («русский жест»), «ишораи тоҷикӣ» («таджикский жест»). Два последних названия основаны на ошибочной интерпретации жестового языка как воспроизведения разговорного, поэтому не всегда могут обозначать самостоятельный таджикский жестовый язык.

## История
Вероятно, до появления таджикского жестового языка в закрытых сообществах на территории Таджикистана уже существовали жестовые системы общения между глухими. Первая школа глухих в Таджикской ССР появилась около 1940 года в районе Рудаки, в 20 километрах к югу от Душанбе, по другим данным ― в период между концом 1930-х и серединой 1940-х годов. В 1941 году в ней училось 28100 человек. Из-за начала Великой Отечественной войны количество учащихся в школе сократилось до 7600. Развитие образования для глухих в Таджикистане началось в период послевоенного сталинизма. В Советском Союзе образование стало обязательным, что привело к распространению таджикского жестового языка: в школе учились глухие со всего Таджикистана, которые возвращались к себе домой в период каникул и завершения учёбы. Глухое население Душанбе и агломерации получало лучшее образование, жители отдалённых регионов реже посещали в школу (такая тенденция сохранилась в 2023 году).
Современная система обучения глухих в Таджикистане, перенятая от Советского Союза, состоит из образования глухих с рождения, слабослышащих и потерявших слух при жизни. Глухие с рождения ученики больше используют таджикский жестовый язык в процессе обучения, что развивает внутригрупповое общение среди этого типа учащихся, однако они меньше общаются со слабослышащими и потерявшими слух учениками. В стране действует Таджикское общество глухих, отделения которого расположены в нескольких городах страны, включая Душанбе. Оно предоставляет глухим жителям Таджикистана жильё, образование и отдых в Рамите.